# セキュリティ・サービス・フィールド
UCヘルス・パークはアメリカのコロラド州コロラドスプリングスにある野球場。ミルウォーキー・ブルワーズ傘下のルーキー級ロッキーマウンテン・バイブスの本拠地である。